# Horacio Vecellio

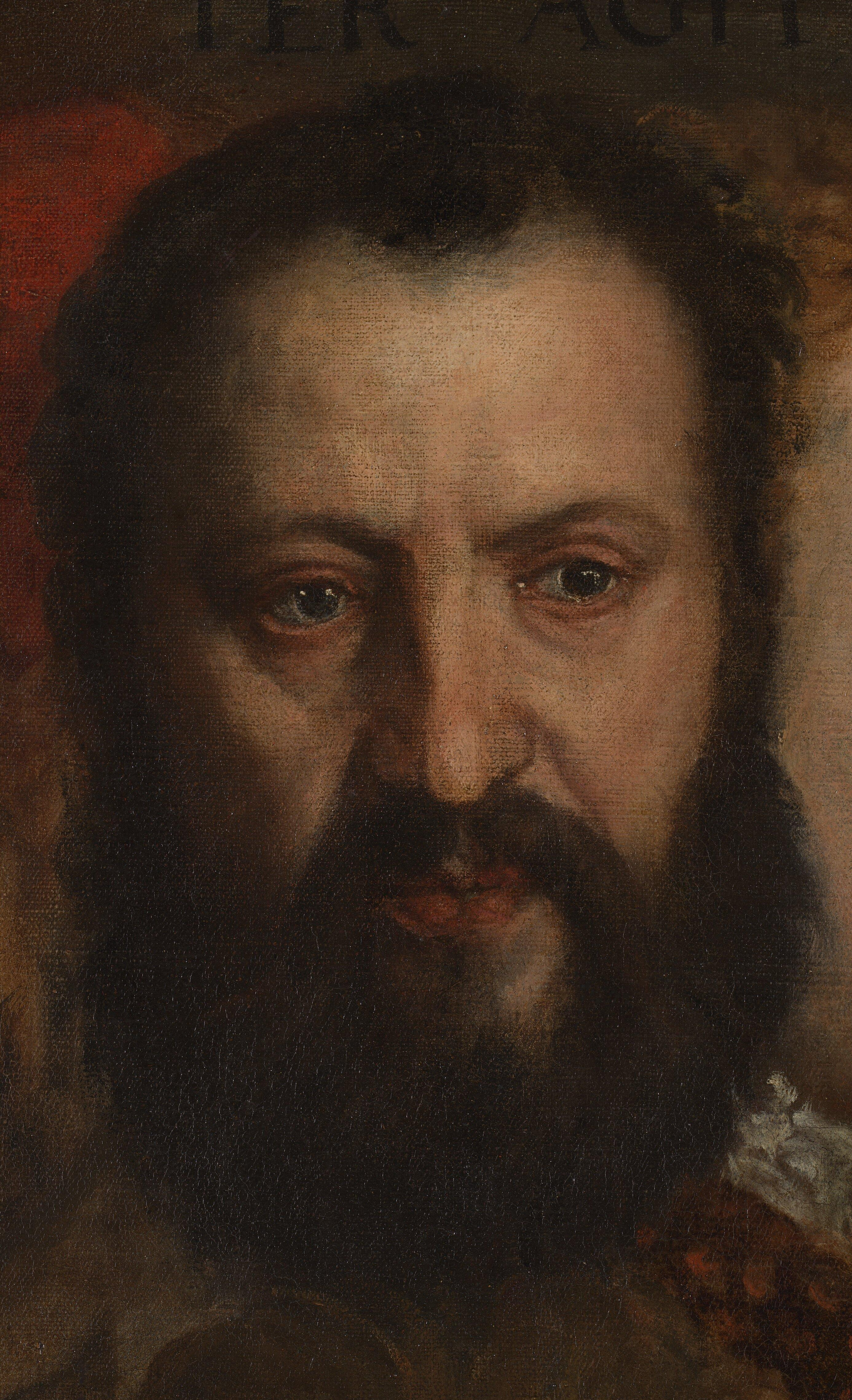
Presunto retrato de Horacio Vecellio representado como símbolo de la madurez en la Alegoría de la Prudencia, pintada por su padre en el año 1550

Horacio Vecellio (Venecia, c. 1528-Venecia, 1576) fue un pintor italiano del Renacimiento. Hijo (aparentemente favorito) y aprendiz de Tiziano, se distinguió como pintor de retratos, algunos de ellos cercanos en calidad a los creados por la famosa habilidad de su padre. Ocasionalmente pintaba cuadros relacionados con temas históricos; uno de sus cuadros más importantes fue destruido en un incendio del Palacio Ducal de Venecia. Llegó a descuidar la pintura para centrarse en la alquimia. Falleció de peste en Venecia en 1576, el mismo año que su padre por la misma enfermedad.